# Akapusi Qera

a Compétitions nationales et continentales officielles uniquement.

b Matchs officiels uniquement.
Dernière mise à jour le 1 décembre.
Akapusi Qera, né le 24 avril 1984 à Suva, est un joueur de rugby à XV jouant avec l'équipe des Fidji au poste de troisième ligne aile.
Ce joueur est considéré par les spécialistes, comme l'un des meilleurs plaqueurs gratteurs d'Europe.
Il est le cousin de l'ancien talonneur international fidjien Viliame Veikoso.

## Biographie
Akapusi Qera joue avec les Pertemps Bees jusqu'en 2007 avant de rejoindre le Gloucester RFC. Il obtient sa première cape internationale le 9 juillet 2005 à l’occasion d’un match contre l'équipe des Samoa. Il est sélectionné pour disputer la coupe du monde de rugby 2007. Le 12 décembre 2013, il est engagé par le Stade toulousain en tant que joker médical. Après six mois dans le club toulousain, il rejoint Montpellier.
À la fin de la saison 2016-2017, alors qu'il est encore sous contrat avec le Montpellier Hérault rugby, le président Mohed Altrad lui signifie qu'il ne sera pas conservé dans l'effectif la saison suivante.

## Palmarès
- Vainqueur de la coupe anglo-galloise en 2011
- Finaliste de la coupe anglo-galloise en 2009 et 2011

## Statistiques en équipe nationale
- 64 sélections
- 45 points : neuf essais.
- sélections par année : 3 en 2005, 3 en 2006, 7 en 2007, 1 en 2008, 2 en 2009, 3 en 2010, 7 en 2011, 1 en 2012, 8 en 2013, 7 en 2014, 9 en 2015, 2 en 2016, 8 en 2017 et 3 en 2018
- En coupe du monde : 
  - 2007 : 4 sélections (Japon, Canada, pays de Galles, Afrique du Sud), 15 points (3 essais)
  - 2011 : 4 sélections (Namibie, Afrique du Sud, Samoa, pays de Galles)
  - 2015 : 4 sélections (Angleterre, Australie, pays de Galles, Uruguay).